# FC Bourges
FC Bourges was een Franse voetbalclub uit Bourges. De club speelde 11 seizoenen in de Divison 2. 

## Geschiedenis
De club kwam in 1966 tot stand door een fusie tussen Foyer Saint-François Bourges en Racing Club de Bourges. In 1970 promoveerde de club voor het eerst naar de Division 2. Na vijf jaar degradeerde de club, de beste plaats was in 1971 toen Bourges vijfde werd. Na één seizoen kwam de club terug, maar degradeerde meteen weer. Dan duurde het tot 1986 vooraleer Bourges kon terugkeren naar de tweede klasse, maar ook dit keer kon de club het behoud niet verzekeren. In 1990 slaagde Bourges er opnieuw in om te promoveren en deed het nu beter. Na het seizoen 1992/93 werden de twee reeksen herleid tot één reeks. Bourges werd zevende en kon zich zo plaatsen voor de eenreeksige tweede klasse, maar het volgende seizoen werd de club voorlaatste. Tot 1998 speelde de club nog verder in de Championnat National, maar ging dan failliet.
De club ging opnieuw van start met de naam FC Bourges 18. Na een nieuw faillissement in 2005 werd de naam Bourges Football Olympique Club aangenomen en in 2006 werd het Bourges Football. Na een fusie in 2008 met Bourges Asnières 18 werd het Bourges 18 met de nieuwe clubkleuren rood-wit. Deze club fuseerde op zijn beurt in 2021 met Bourges Foot (opgericht in 1983) en werd zo Bourges Foot 18. 